# Харьковка (Амурская область)
Ха́рьковка — село в Октябрьском районе Амурской области России. Входит в состав Новомихайловского сельсовета.

## География
Село Харьковка стоит на правом берегу реки Завитая (левый приток Амура).
Дорога к селу Харьковка идёт на юг от районного центра Октябрьского района села Екатеринославка, расстояние (через Троебратку, Новомихайловку и Сергее-Фёдоровку) — 38 км.
Расстояние до административного центра Новомихайловского сельсовета села Новомихайловка — 17 км.

## Население
| 2002 | 2010 | 2012 | 2013 | 2014 | 2015 | 2016 |
| ---- | ---- | ---- | ---- | ---- | ---- | ---- |
| 77   | ↘9   | ↘7   | →7   | ↘2   | →2   | →2   |
| 2017 | 2018 |      |      |      |      |      |
| →2   | →2   |      |      |      |      |      |

## Улицы
В селе имеется одна улица — Единая.

## Экономика
Сельскохозяйственные предприятия Октябрьского района.